# Tibioploides pacificus
Tibioploides pacificus là một loài nhện trong họ Linyphiidae.
Loài này thuộc chi Tibioploides. Tibioploides pacificus được Kirill Yuryevich Eskov & Yuri M. Marusik miêu tả năm 1991.